# 北山駅 (京都府)
北山駅（きたやまえき）は、京都府京都市北区上賀茂岩ケ垣内町にある、京都市営地下鉄烏丸線の駅。駅番号はK03。

## 歴史
- 1990年（平成2年）10月24日：京都市営地下鉄烏丸線が北大路駅から当駅まで延伸開通し開業する[1][2]。当時は起点駅であった[2]。
- 1997年（平成9年）6月3日：京都市営地下鉄烏丸線が当駅から国際会館駅まで延伸され、中間駅となる[1][3]。
- 2007年（平成19年）4月1日：ICカード「PiTaPa」の利用が可能となる[1]。

## 駅構造
駅は北山通の下にあり、地下1階が改札口1箇所のあるコンコース階、地下2階が島式ホーム1面2線の地下駅である。地下1階と地下2階はエレベーターとエスカレーターそれぞれ1機と階段2箇所でつながれている。1番と2番の出入口が東側（松ヶ崎側）にあり、1番出入口が北山通南側歩道上に、2番出入口が北山通北側歩道上にでられる。3番と4番の出入口は西側（北大路側）にあり、3番出入口からは北山通南側歩道上に、4番出入口からは北山通北側歩道上にアクセスできる。3番出入口にはエレベーターがあり、京都市が運営する駐輪場が併設されている。
トイレは改札内にある。

### のりば
| のりば | 路線   | 方向 | 行先                           |
| ------ | ------ | ---- | ------------------------------ |
| 1      | 烏丸線 | 下り | 四条・京都・竹田・近鉄奈良方面 |
| 2      | 烏丸線 | 上り | 国際会館行き                   |

※方面表記は、京都市交通局がウエブサイトで使用しているものを示している。

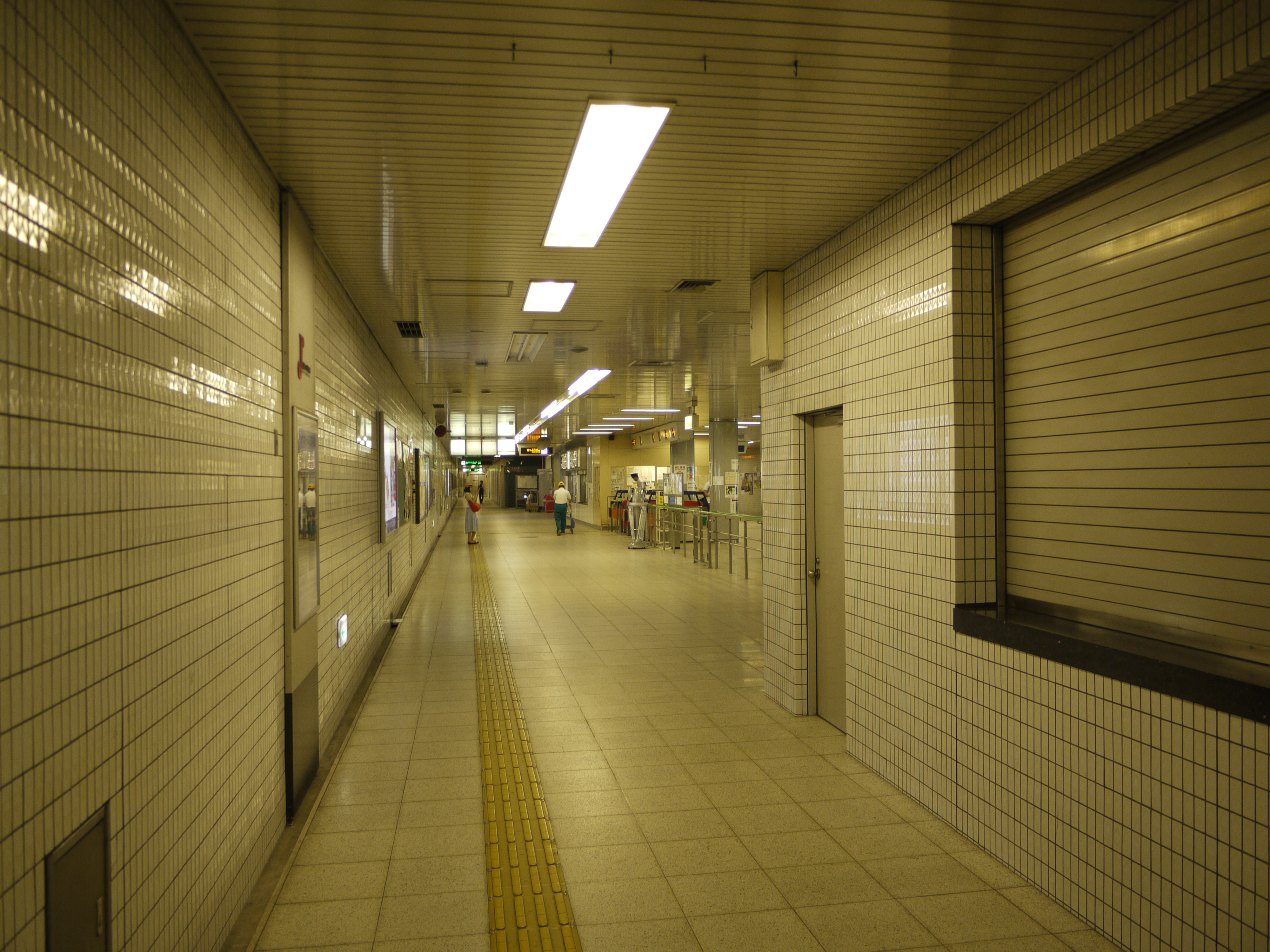
改札外のコンコース（2014年7月）
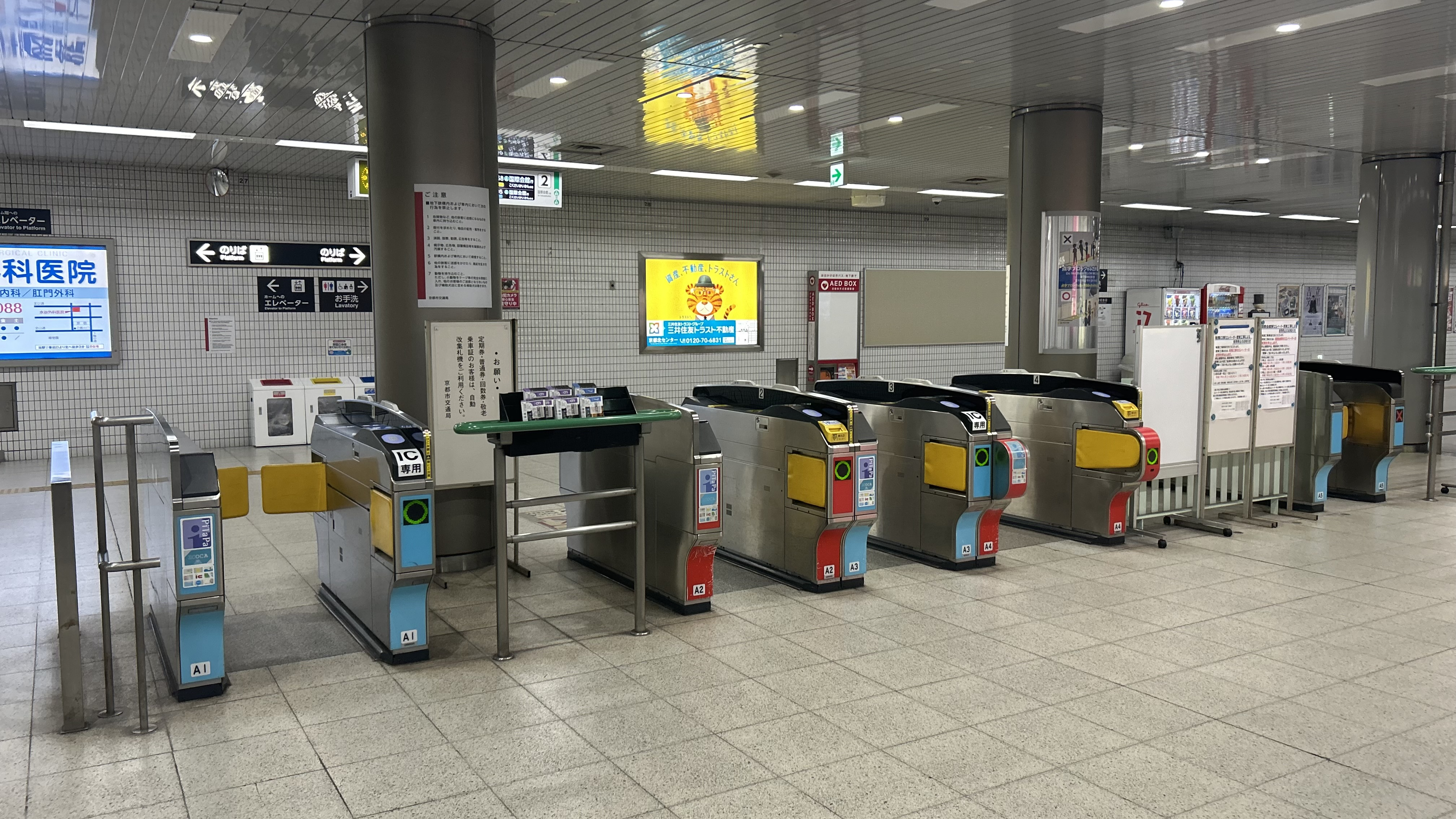
改札口
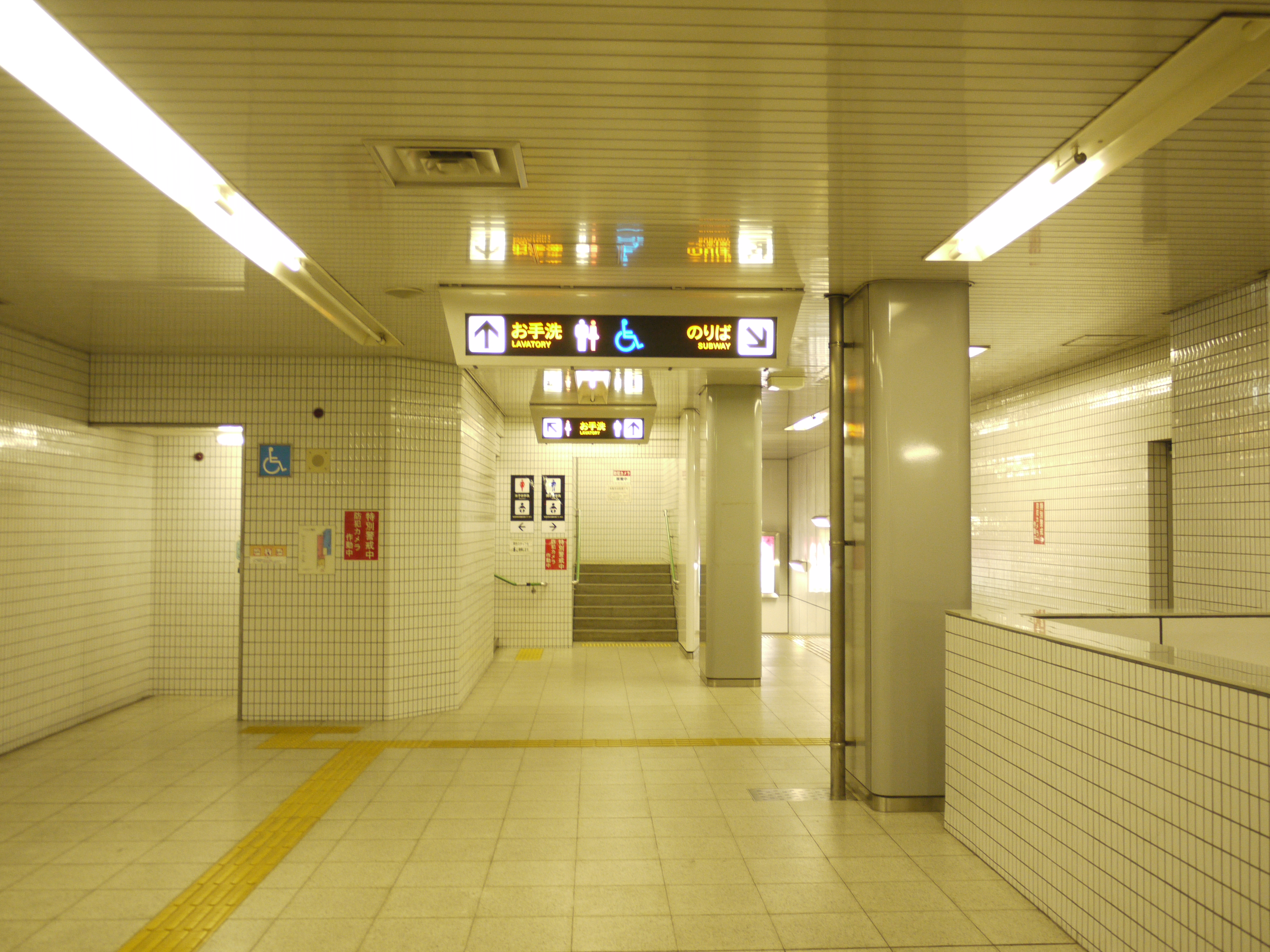
改札内のコンコース（2014年7月）
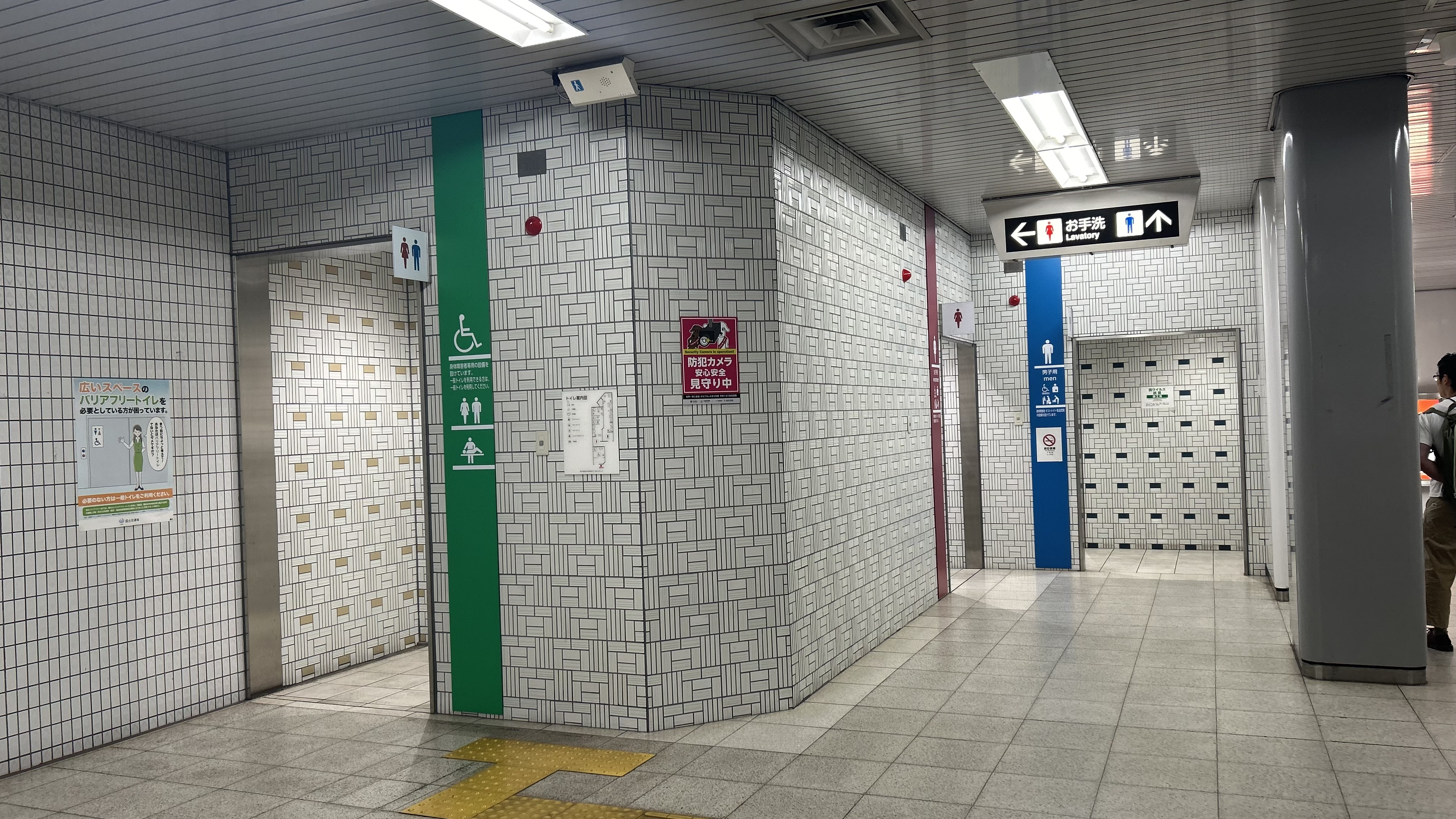
トイレ
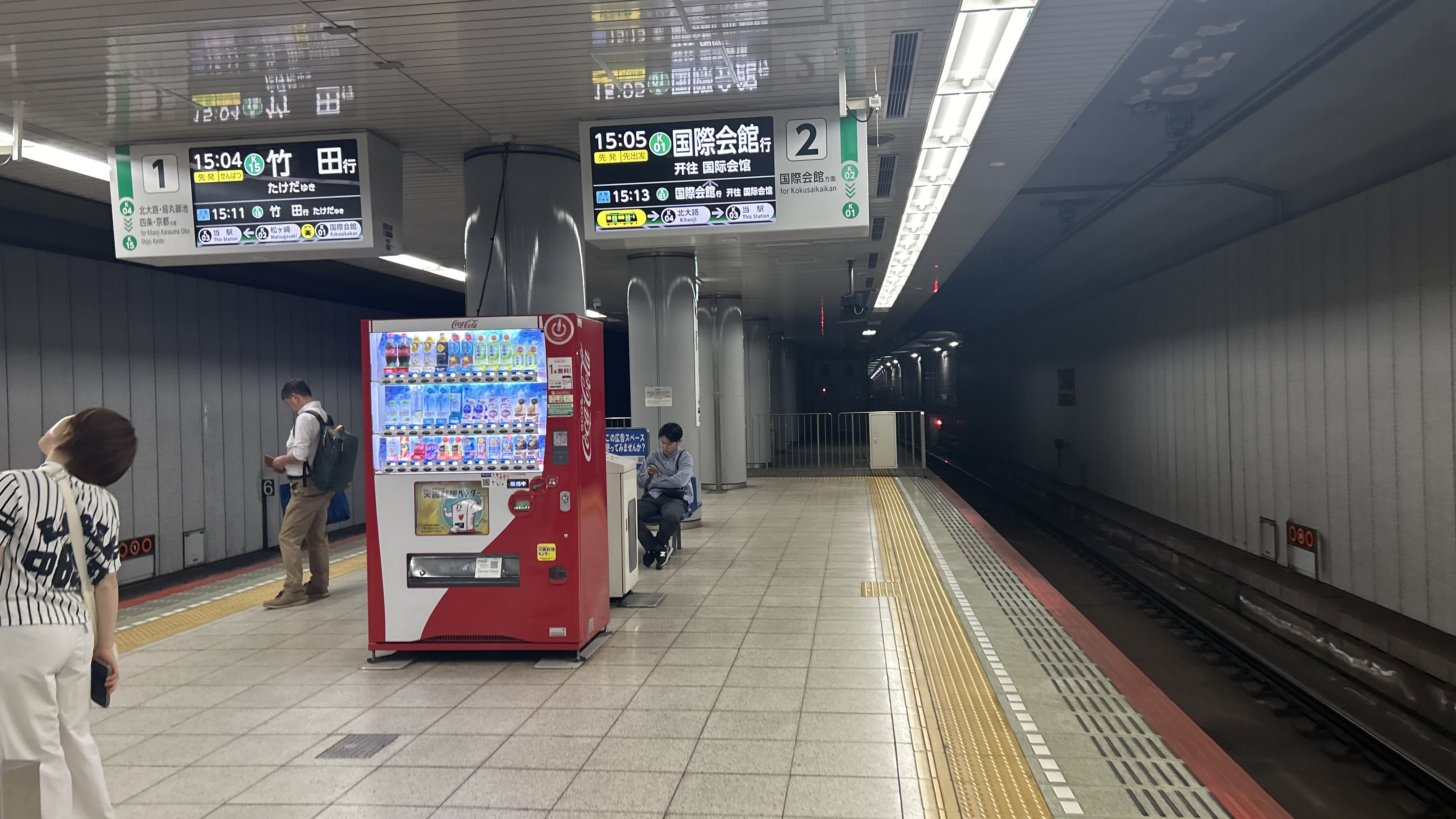
ホーム
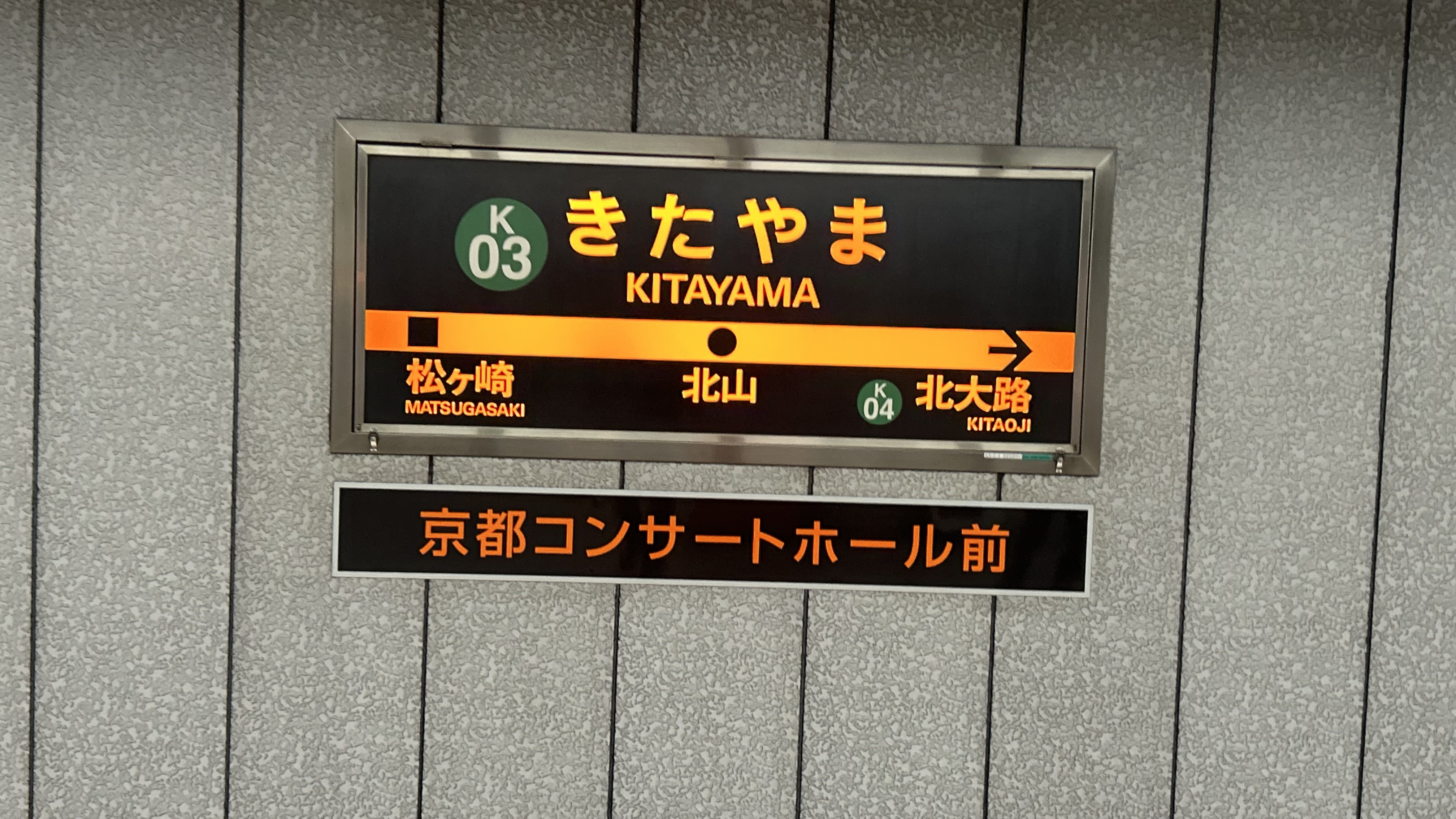
駅名標（2014年7月、2010年4月ごろから広告が副標として掲出されている[7]）

### 出入口
| 出口番号 | 方角 | 出口周辺                             | 接続改札 | 備考             |
| -------- | ---- | ------------------------------------ | -------- | ---------------- |
| 3        | 南   | 京都府立植物園・京都コンサートホール | 改札口   | エレベーターあり |
| 1        | 南   | 京都府立京都学 歴彩館・京都府立大学  | 改札口   |                  |
| 4        | 北   | 上賀茂神社・大田神社                 | 改札口   |                  |
| 2        | 北   | 宝ヶ池球技場・深泥池                 | 改札口   |                  |

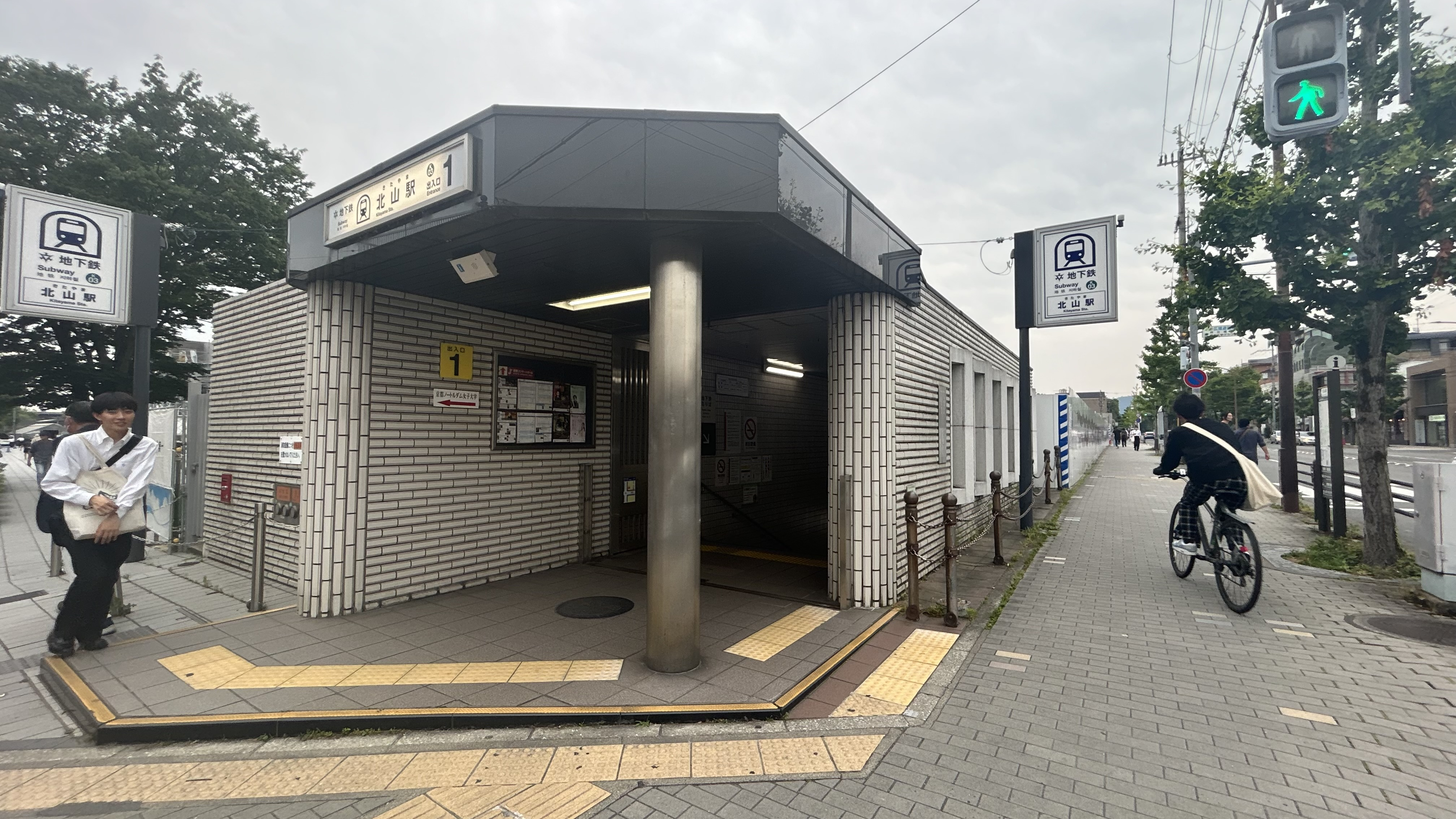
1番出入口
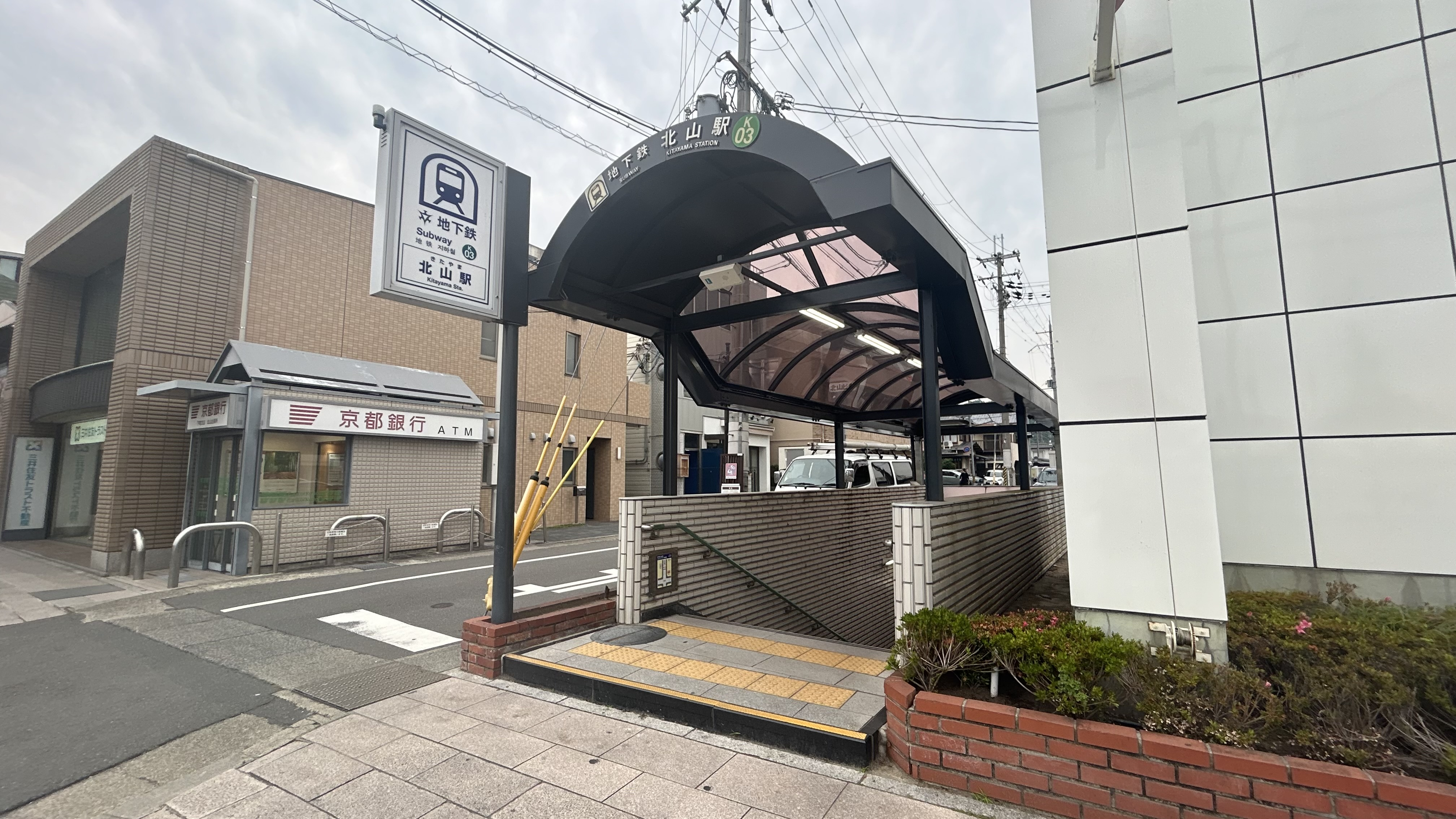
2番出入口
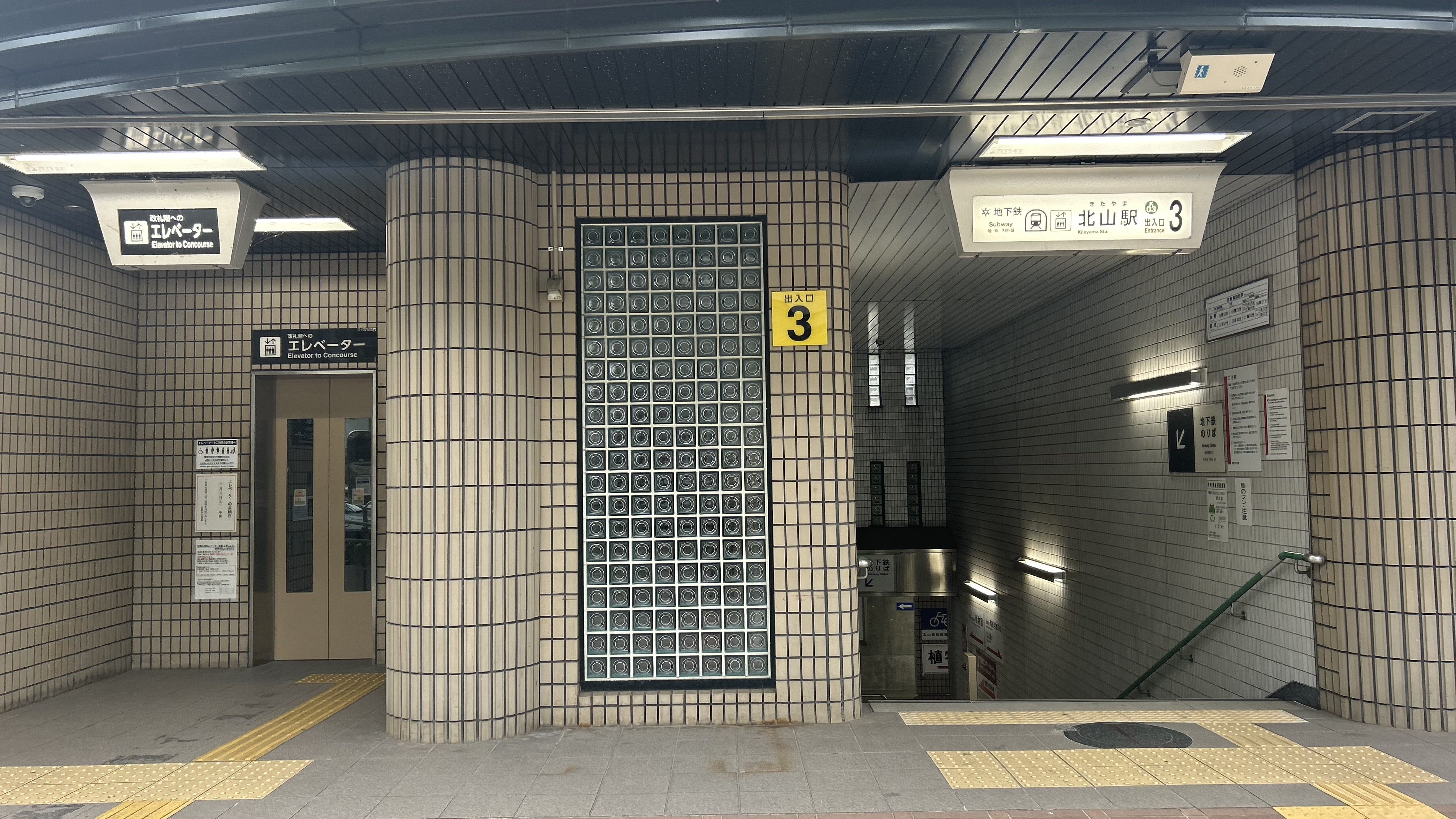
3番出入口
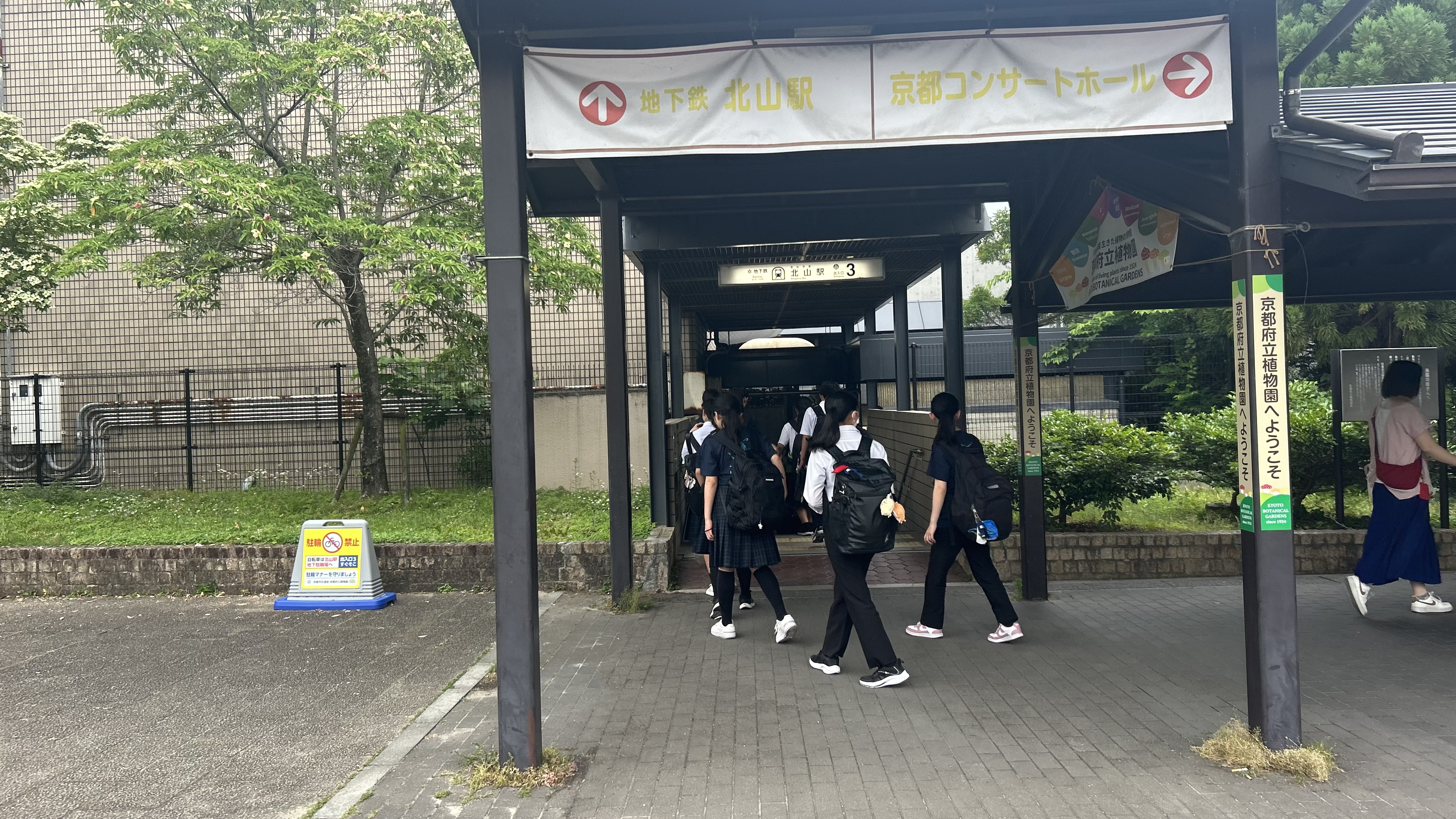
植物園からみた3番出入口
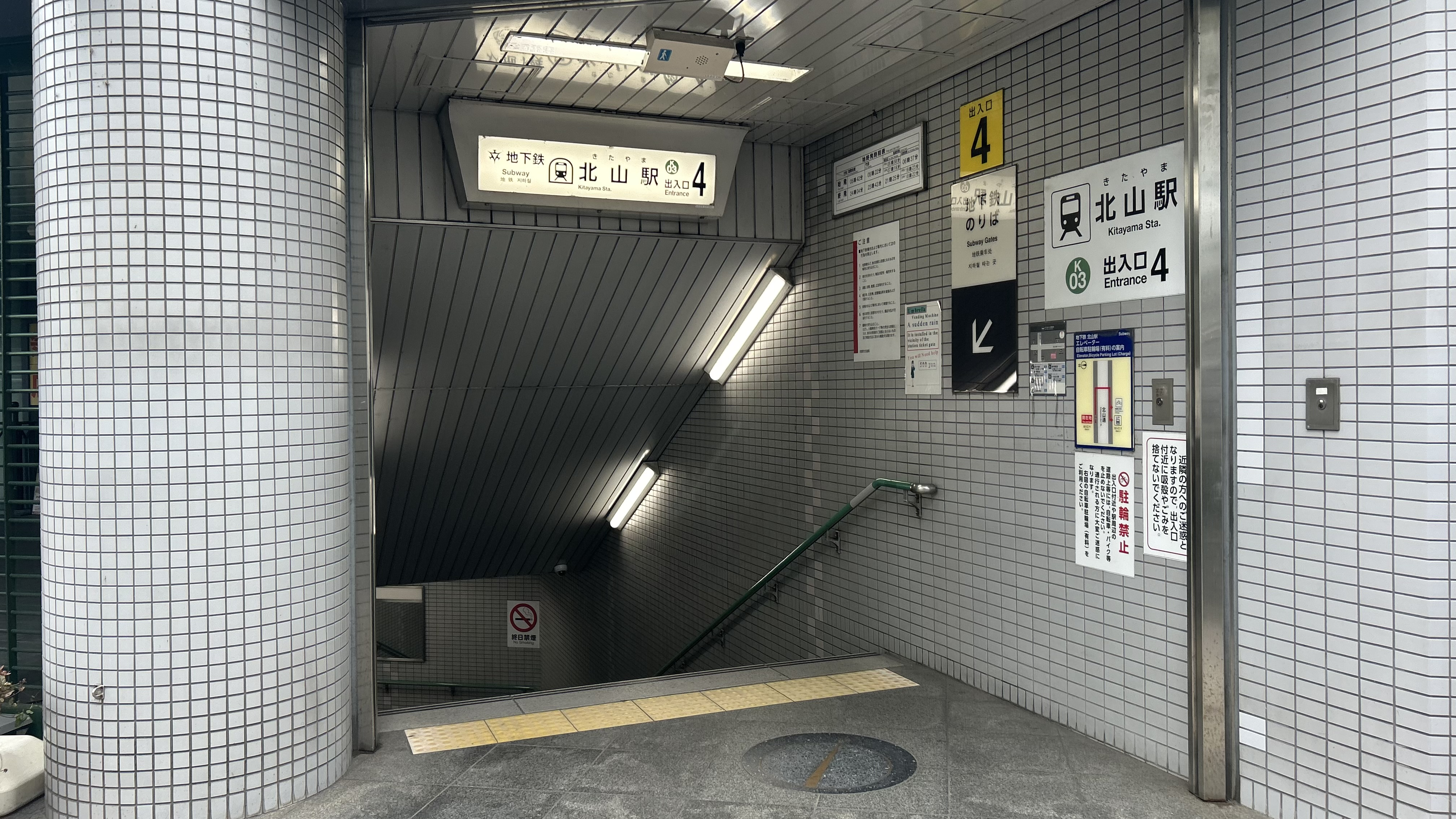
4番出入口

## 利用状況
2024年（令和6年）度の1日平均乗降人員は14,258人である。
各年度の1日平均乗降・乗車人員は下表のとおりである。
| 年度               | 1日平均 乗降人員 | 1日平均 乗車人員 | 出典   |
| ------------------ | ---------------- | ---------------- | ------ |
| 1998年（平成10年） |                  | 5,990            | [ 9 ]  |
| 1999年（平成11年） | 12,059           | 5,994            | [ 10 ] |
| 2000年（平成12年） | 12,130           | 6,046            | [ 11 ] |
| 2001年（平成13年） | 12,418           | 6,186            | [ 12 ] |
| 2002年（平成14年） | 12,376           | 6,176            | [ 13 ] |
| 2003年（平成15年） | 12,669           | 6,323            | [ 14 ] |
| 2004年（平成16年） | 12,695           | 6,328            | [ 14 ] |
| 2005年（平成17年） | 12,838           | 6,403            | [ 14 ] |
| 2006年（平成18年） | 12,896           | 6,431            | [ 14 ] |
| 2007年（平成19年） | 13,073           | 6,516            | [ 14 ] |
| 2008年（平成20年） | 13,109           | 6,543            | [ 14 ] |
| 2009年（平成21年） | 12,900           | 6,427            | [ 15 ] |
| 2010年（平成22年） | 12,820           | 6,393            | [ 15 ] |
| 2011年（平成23年） | 12,589           | 6,278            | [ 15 ] |
| 2012年（平成24年） | 13,063           | 6,514            | [ 15 ] |
| 2013年（平成25年） | 13,310           | 6,638            | [ 15 ] |
| 2014年（平成26年） | 13,705           | 6,834            | [ 16 ] |
| 2015年（平成27年） | 13,916           | 6,941            | [ 16 ] |
| 2016年（平成28年） | 14,083           | 7,024            | [ 17 ] |
| 2017年（平成29年） | 14,482           | 7,223            | [ 18 ] |
| 2018年（平成30年） | 14,544           | 7,255            | [ 19 ] |
| 2019年（令和元年） | 14,639           | 7,301            | [ 20 ] |
| 2020年（令和02年） | 10,046           | 5,049            | [ 21 ] |
| 2021年（令和03年） | 11,815           | 5,941            | [ 22 ] |
| 2022年（令和04年） | 13,485           | 6,702            | [ 22 ] |
| 2023年（令和05年） | 13,849           | 6,852            | [ 22 ] |
| 2024年（令和06年） | 14,258           |                  | [ 8 ]  |

## 駅周辺
1970年代以前は現在の北山通の南側は下鴨一帯からの住宅の外れであって植物園の森が茂り、北側は田園地帯だった。そのためこの地域は1970年代以前の建物が少ない。1980年代後半から1990年代にかけて、駅近辺の北山通沿いに、多くのブティックや雑貨屋、カフェ、洋菓子屋などが進出し、お洒落な街のイメージをもたらした。しかしバブル崩壊により急激な開発は収まり、BEAMS、ベネトンなどは撤退したが、イノブン（雑貨店）やマールブランシュなどのいくつかのカフェなどがイメージメーカーとして存在しており、一定の人気を保っている。エフエム京都も開局から2006年まではここに本社があった。今では住宅や商店、小規模事業所が並ぶ。
上賀茂神社の最寄りの鉄道駅で徒歩15分ほど。一方で「北山山荘」の異名があった金閣寺とは4キロほど離れているため注意を要する。
- 北山通（きたやまどおり）
- 京都府立植物園
- 京都府立京都学・歴彩館
- 京都府立陶板名画の庭
- 京都ギリシアローマ美術館
- 京都コンサートホール
- 京都府立大学
- 京都ノートルダム女子大学、ノートルダム学院小学校

## バス路線
最寄りバス停は、駅東寄りの北山駅前（京都市営バス・京都バス）である。かつての停留所名は前萩町で、北山駅前は一つ西のバス停（現在の植物園北門前）だったが、京都市営バスは1997年10月12日、京都バスは2017年3月18日のダイヤ改正時に前萩町は北山駅前、北山駅前は植物園北門前にそれぞれ改称した。
- 京都市営バス（北山駅前）

4号・特4号系統：出町柳駅・四条河原町 京都駅行／深泥池・上賀茂神社 西賀茂車庫前行
北8号系統：佛教大学 北大路バスターミナル行／高野 北大路バスターミナル行
- 京都バス（北山駅前）

46系統：北大路駅行／国際会館駅行
- 京都バス（植物園北門前）

30系統：北大路駅・出雲路橋 経由 出町柳駅行（春分の日のみ運行）

## 隣の駅
京都市営地下鉄
 烏丸線
松ヶ崎駅 (K02) - 北山駅 (K03) - 北大路駅 (K04)
- 括弧内は駅番号を示す。